# Marche sur les mains

Démonstration d'une danseuse marchant sur les mains.

La marche sur les mains est une forme inhabituelle de locomotion consistant à se déplacer sur les mains avec la tête en bas, jambes tendues ou non. Elle est pratiquée dans différentes activités artistiques ou sportives dont la  gymnastique artistique, l'acrobatie, le breakdance et d'autres danses, le crossfit, etc. ou se suffit à elle-même.

## Anatomie fonctionnelle
La marche sur les mains est une activité particulièrement difficile par rapport à la bipédie standard sur les pieds. Elle exerce d'importantes contraintes d'effort, d'équilibre, de respiration et de circulation sanguine. Le parcours d'une longue distance sur les mains (plusieurs dizaines de mètres) requiert d'alterner la marche avec une position de repos normale, tête en haut, pour permettre la récupération musculaire et sanguine.
En particulier, la marche sur les mains sollicite fortement les structures musculo-squelettiques suivantes :
- La main et le poignet : pour le support ; leur rôle devient analogue à celui du pied et de la cheville par rapport à la bipédie standard.
- La loge antérieure de l'avant-bras : pour la flexion du poignet et des doigts, réalisant le transfert de poids dans le sens de la marche ; de rôle analogue à la loge postérieure de la jambe.
- Le triceps brachial : pour l'extension du coude lors de la poussée dans le sens de la marche ; de rôle analogue au quadriceps fémoral.
- Le trapèze et le deltoïde : pour le maintien et « l'extension » de l'épaule[1] ; de rôles analogues aux fessier, psoas et adducteurs de la cuisse.
- Les lombaires : ils tendent à s'arquer sous le poids des jambes, ce qui peut être douloureux.

Le gainage abdominal profond est fort, contraignant la respiration. Le sang tend à stagner dans la tête.
L'anatomie humaine ne permet pas la course sur les mains, c'est-à-dire ne permet pas d'alterner des phases de décollage-atterrissage où l'athlète se propulse dans les airs avec une main pour se réceptionner sur l'autre et se repropulser immédiatement avec cette dernière. Certains athlètes parviennent à enchaîner quelques sauts sur une ou deux mains,. Toutefois, un déplacement long requiert la marche à proprement parler, c'est-à-dire d'avancer une main après l'autre.

## Sport et performances
Dans sa forme gymnique, la marche sur les mains est réalisée avec les jambes et les pieds tendus et joints. Dans un contexte de performance de marche en tant que telle (vitesse, endurance), les jambes sont plus relâchées, penchées vers l'avant et desserrées. Cela libère les contraintes lombaires et scapulaires et améliore le balancier d'équilibrage.

### Vitesse
Un marcheur rapide sur les mains très entraîné se déplace environ 2 fois plus vite qu’une personne marchant sur ses pieds à une allure normale non-sportive. Le 50 m sur les mains le plus rapide, par Mark Kenny, est enregistré à une vitesse moyenne de 10,6 km/h. En comparaison, la vitesse moyenne record au 50 m en course à pied est de 32,4 km/h, soit 3 fois plus.

### Endurance
Le record du monde de la plus longue marche sur les mains pendant 8 h consécutives, détenu par Sarah Chapman, est de 5 km, ce qui correspond à une vitesse moyenne d'environ 0,6 km/h. Ce record est réalisé avec des temps de pause la tête à l'endroit. Les records à pied équivalents sont 22–24 fois plus rapides. En effet, le record du 50 km en marche à pied correspond à une vitesse moyenne d'environ 14 km/h pendant 3 h 30. Le record de course à pied en 12 h correspond à une vitesse moyenne d'environ 15 km/h .

## Chez les autres animaux
On observe anecdotiquement la marche sur les pattes avant tête en bas chez le chat, le chien, ou les singes,. Ces animaux quadrupèdes marchent ainsi parce qu'ils sont blessés, ou pour le loisir, pour manger, pour uriner, pour éviter de toucher quelque chose avec leurs pattes arrière, ou pour des raisons inconnues.